# Teria
Teria là một chi bướm ngày thuộc họ Bướm nâu.